# Rio Paraú
Rio Paraú är ett periodiskt vattendrag i Brasilien.   Det ligger i delstaten Rio Grande do Norte, i den östra delen av landet, 1 700 km nordost om huvudstaden Brasília.
Omgivningarna runt Rio Paraú är huvudsakligen savann. Runt Rio Paraú är det ganska glesbefolkat, med 34 invånare per kvadratkilometer.